# メトロノース鉄道ニューヘイブン線
ニューヘイブン線（New Haven Line）は、メトロノース鉄道の鉄道路線。アメリカ合衆国コネチカット州ニューヘイブン市のステイトストリート駅（State Street）からニューヨーク州ニューヨーク市ブロンクス区のウッドローン駅（Woodlawn）までを結ぶ。本項ではニューヨークとニューヘイブンを結ぶ一番長い路線、狭義のニューヘイブン線を本線とし、他に本線から分かれる3つの支線（ブランチ、branch）についても一括して記載する。
運転上は全列車がニューヨーク寄りのウッドローン駅から先、メトロノース鉄道ハーレム線に直通しマンハッタン区のグランド・セントラル駅（Grand Central）を事実上のターミナル駅としている。このため本項では、この区間も含めた運転上のニューヘイブン線（グランド・セントラル駅 - ステイトストリート駅および支線）についても取り扱う。

## 概要
ニューヨークの中心部から北東に大西洋に沿って進み、海沿いの都市を縫うように進む路線である。モータリゼーションの発達したアメリカの中でも都市化された市街地が連続し、鉄道利用の多いいわゆる北東回廊にほとんどの区間が属し、アムトラックの長距離列車と並走する区間が大半を占める。この区間では列車は140km/h以上で走行する。一方で郊外の住宅地を単線でゆっくりと進む支線もあり、二面性を持った路線といえる。

### 路線データ
- 路線距離（営業キロ）：74マイル（本線）
  - 7.9マイル（ニューケイナン支線、New Canaan Branch）
  - 23.6マイル（ダンベリー支線、Danbury Branch）
  - 27マイル（ウォーターベリー支線、Waterbury Branch）
- 軌間：1,435mm（標準軌）
- 駅数：
  - 31（本線）
  - 17（支線合計）
- 複々線区間：グランドセントラル駅 - ウッドローン駅 - ミルフォード駅<Milford>
- 複単線（3線）区間：ミルフォード駅 - ステイトストリート駅<State Street>
- 単線区間：全ての支線
- 電化区間：
  - 直流750V 第三軌条方式（本線：ウッドローン駅 - ペラム駅<Pelham>）
  - 単相交流12,500V 架空電車線方式（本線：ペラム駅 - ステイトストリート駅、ニューケイナン支線全線）
  - 非電化（ダンベリー支線、ウォーターベリー支線の全線）

## 歴史
ニューヘイブン線の歴史は古く、1840年に開通したニューヨーク・ニューヘイブン・アンド・ハートフォード鉄道にまでさかのぼることが出来る。
1970年代の車両入れ替えの際には、バー・カーが導入され、ニューヨークを平日夕方に出発する車両に連結されていたが、2014年に川崎重工業製の新型車両導入を契機に廃止された。

## 運行形態
途中のスタンフォード駅を境に列車の本数は大きく異なる。同駅よりニューヨーク寄りは多数の列車が運転されるが、同駅よりニューヘイブンよりは列車の本数は大きく減少する。さらに終点側でもステイトストリート駅まで行かずに、一つ手前のニューヘイブン・ユニオン駅止まりとなる列車が多い。ユニオン駅にはアムトラックの長距離列車が停車し、乗り換えることが出来る。列車種別はエクスプレス（速達列車）とローカル（普通列車）がある。ピーク時間帯には長距離列車を中心に多数のエクスプレスが運転されるが、停車駅は列車ごとに異なり規則性に乏しい（いわゆる千鳥停車）ので不慣れな利用者にはわかりづらい。このダイヤのために各駅からマンハッタンなどのニューヨーク中心部への移動は速達性が確保されているものの、小駅相互間の移動に難儀することになる。
運賃はゾーン制である。また、ラッシュ時には加算運賃を設定しており、平日朝の始発列車からグランド・セントラル駅を基準に朝10時までに同駅に到着する、もしくは平日朝9時までに同駅を発車する列車を「AMピーク」、平日夕方4時以降に同駅を発車する列車を「PMピーク」と呼び運賃が若干高めに設定されている。
ニューケイナン支線は終日、ダンベリー支線は朝夕のラッシュ時に本線との直通列車が走る。特にダンベリー支線からの直通列車はディーゼル機関車けん引の客車列車であるが、排ガス規制のあるグランド・セントラル駅などの地下駅へ直通させるために集電装置を持ち、電化区間では電気機関車として使用可能なタイプが使われている。ウォーターベリー支線は本線との直通を行わない。

## 駅一覧
★の駅は一部停車
本線
- 直流は第三軌条方式
- 交流は架空電車線方式

| 電化方式 | 駅名                              | 英名                     | 累計マイル | 累計キロ | 接続路線・備考 | 所在地             | 所在地                | 所在地 |
| -------- | --------------------------------- | ------------------------ | ---------- | -------- | --- | ------------------ | --------------------- | ------ |
| 直流     | グランド・セントラル駅            | Grand Central Station    | 0.0        |          | メトロノース鉄道:ハーレム線・ハドソン線 ニューヨーク市地下鉄: 系統                                                                                           | マンハッタン       | マンハッタン          | NY     |
| 直流     | ハーレム 125丁目駅                | Harlem - 125th Street    | 4.2        |          | メトロノース鉄道:ハーレム線・ハドソン線 ニューヨーク市地下鉄:4号線・5号線・6号線                                                                             | マンハッタン       | マンハッタン          | NY     |
| 直流     | ★フォードハム駅                   | Fordham                  | 8.9        |          | メトロノース鉄道:ハーレム線 ニューヨーク市地下鉄: 系統 | ブロンクス         | ブロンクス            | NY     |
| 直流     | マウント・ヴァーノン ・イースト駅 | Mount Vernon East        | 14.0       |          | | マウント・バーノン | ウエスト チェスター郡 | NY     |
| 交流     | ペラム駅                          | Pelham                   | 15.1       |          | | ペラム             | ウエスト チェスター郡 | NY     |
| 交流     | ニューロシェル駅                  | New Rochelle             | 16.6       |          | アムトラック: ノースイースト・リージョナル | ニュー・ロシェル   | ウエスト チェスター郡 | NY     |
| 交流     | ラーチモント駅                    | Larchmont                | 18.7       |          | | ラーチモント       | ウエスト チェスター郡 | NY     |
| 交流     | ママロネック駅                    | Mamaroneck               | 20.5       |          | | ママロネック       | ウエスト チェスター郡 | NY     |
| 交流     | ハリソン駅                        | Harrison                 | 22.2       |          | | ハリソン           | ウエスト チェスター郡 | NY     |
| 交流     | ライ駅                            | Rye                      | 24.1       |          | | ライ               | ウエスト チェスター郡 | NY     |
| 交流     | ポート・チェスター駅              | Port Chester             | 25.7       |          | | ポート・チェスター | ウエスト チェスター郡 | NY     |
| 交流     | グリニッジ駅                      | Greenwich                | 28.1       |          | | グリニッジ         | フェア フィールド郡   | CT     |
| 交流     | コス・コブ駅                      | Cos Cob                  | 29.6       |          | | グリニッジ         | フェア フィールド郡   | CT     |
| 交流     | リバーサイド駅                    | Riverside                | 30.2       |          | | グリニッジ         | フェア フィールド郡   | CT     |
| 交流     | オールド・グリニッジ駅            | Old Greenwich            | 31.2       |          | | グリニッジ         | フェア フィールド郡   | CT     |
| 交流     | スタンフォード駅                  | Stamford                 | 33.0       |          | メトロノース鉄道:ニューケイナン支線 アムトラック: ノースイースト・リージョナル ・バーモンター ・アセラ・エクスプレス ★ショアライン・イースト鉄道：北東回廊線 | スタンフォード     | フェア フィールド郡   | CT     |
| 交流     | ノロトン・ハイツ駅                | Noroton Heights          | 36.2       |          | | ダリエン           | フェア フィールド郡   | CT     |
| 交流     | デリエン駅                        | Darien                   | 37.7       |          | | ダリエン           | フェア フィールド郡   | CT     |
| 交流     | ロウェイトン駅                    | Rowayton                 | 39.2       |          | | ノーウォーク       | フェア フィールド郡   | CT     |
| 交流     | サウス・ノーウォーク駅            | South Norwalk            | 41.0       |          | メトロノース鉄道:ダンベリー支線 | ノーウォーク       | フェア フィールド郡   | CT     |
| 交流     | イースト・ノーウォーク駅          | East Norwalk             | 42.0       |          | | ノーウォーク       | フェア フィールド郡   | CT     |
| 交流     | ウェストポート駅                  | Westport                 | 44.2       |          | | ウェストポート     | フェア フィールド郡   | CT     |
| 交流     | グリーンズ・ファームズ駅          | Green's Farms            | 47.2       |          | | ウェストポート     | フェア フィールド郡   | CT     |
| 交流     | サウスポート駅                    | Southport                | 48.9       |          | | フェアフィールド   | フェア フィールド郡   | CT     |
| 交流     | フェアフィールド駅                | Fairfield                | 50.5       |          | | フェアフィールド   | フェア フィールド郡   | CT     |
| 交流     | フェアフィールド ・メトロ駅       | Fairfield Metro          | 52.3       |          | | フェアフィールド   | フェア フィールド郡   | CT     |
| 交流     | ブリッジポート駅                  | Bridgeport               | 55.4       |          | メトロノース鉄道:ウォーターベリー支線 アムトラック: ノースイースト・リージョナル ・バーモンター ★ショアライン・イースト鉄道：北東回廊線                      | ブリッジポート     | フェア フィールド郡   | CT     |
| 交流     | ストラトフォード駅                | Stratford                | 59.0       |          | メトロノース鉄道:ウォーターベリー支線 | ストラトフォード   | フェア フィールド郡   | CT     |
| 交流     | ミルフォード駅                    | Milford                  | 63.2       |          | | ミルフォード       | ニューヘイブン郡      | CT     |
| 交流     | ニューヘイブン・ユニオン駅        | New Haven -Union Station | 72.3       |          | アムトラック: ノースイースト・リージョナル ・バーモンター ・アセラ・エクスプレス ショアライン・イースト鉄道：北東回廊線                                      | ニューヘイブン     | ニューヘイブン郡      | CT     |
| 交流     | ★ステイトストリート駅             | New Haven -State Street  | 74.0       |          | ショアライン・イースト鉄道：北東回廊線 | ニューヘイブン     | ニューヘイブン郡      | CT     |

支線
ニューケイナン支線
- 全線電化 （交流）

| 駅名               | 英名          | 累計マイル | 累計キロ | 接続路線・備考 | 所在地         | 所在地                 |
| ------------------ | ------------- | ---------- | -------- | --- | -------------- | ---------------------- |
| スタンフォード駅   | Stamford      | 0.0        | 0.0      | メトロノース鉄道:ニューヘイブン線 アムトラック: ノースイースト・リージョナル ・バーモンター ・アセラ・エクスプレス ★ショアライン・イースト鉄道：北東回廊線 | スタンフォード | フェア フィールド郡 CT |
| グレンブルック駅   | Glenbrook     | 2.2        | 3.5      | | スタンフォード | フェア フィールド郡 CT |
| スプリングデール駅 | Springdale    | 3.9        | 6.3      | | スタンフォード | フェア フィールド郡 CT |
| タルマッジ・ヒル駅 | Talmadge Hill | 6.2        | 10       | | ニューケイナン | フェア フィールド郡 CT |
| ニューケイナン駅   | New Canaan    | 8.2        | 13.2     | | ニューケイナン | フェア フィールド郡 CT |

ダンベリー支線
| 電化状況 | 駅名                   | 英名          | 累計マイル | 累計キロ | 接続路線・備考                    | 所在地           | 所在地                 |
| -------- | ---------------------- | ------------- | ---------- | -------- | --------------------------------- | ---------------- | ---------------------- |
| 電化     | サウス・ノーウォーク駅 | South Norwalk | 0.0        |          | メトロノース鉄道:ニューヘイブン線 | ノーウォーク     | フェア フィールド郡 CT |
| 非電化   | メリット7駅            | Merritt 7     | 4.0        |          |                                   | ノーウォーク     | フェア フィールド郡 CT |
| 非電化   | ウィルトン駅           | Wilton        | 7.5        |          |                                   | ウィルトン       | フェア フィールド郡 CT |
| 非電化   | キャノンデール駅       | Cannondale    | 9.2        |          |                                   | ウィルトン       | フェア フィールド郡 CT |
| 非電化   | ブランチビル駅         | Branchville   | 13.0       |          |                                   | リッジフィールド | フェア フィールド郡 CT |
| 非電化   | レディング駅           | Redding       | 17.7       |          |                                   | レディング       | フェア フィールド郡 CT |
| 非電化   | ベセル駅               | Bethel        | 21.2       |          |                                   | ベセル           | フェア フィールド郡 CT |
| 非電化   | ダンベリー駅           | Danbury       | 23.9       |          |                                   | ダンベリー       | フェア フィールド郡 CT |

ウォーターベリー支線
| 電化状況 | 駅名                   | 英名          | 累計マイル | 累計キロ | 接続路線・備考 | 所在地               | 所在地              | 所在地 |
| -------- | ---------------------- | ------------- | ---------- | -------- | --- | -------------------- | ------------------- | ------ |
| 電化     | ブリッジポート駅       | Bridgeport    | 0.0        |          | メトロノース鉄道:ニューヘイブン線 アムトラック: ノースイースト・リージョナル ・バーモンター ★ショアライン・イースト鉄道：北東回廊線 | ブリッジポート       | フェア フィールド郡 | CT     |
| 電化     | ストラトフォード駅     | Stratford     | 4.6        |          | メトロノース鉄道:ニューヘイブン線                                                                                                   | ストラトフォード     | フェア フィールド郡 | CT     |
| 非電化   | ダービー＝シェルトン駅 | Derby-Shelton |            |          | | ダービー             | ニューヘイブン郡    | CT     |
| 非電化   | アンソニア駅           | Ansonia       |            |          | | アンソニア           | ニューヘイブン郡    | CT     |
| 非電化   | シーモア駅             | Seymour       |            |          | | シーモア             | ニューヘイブン郡    | CT     |
| 非電化   | ビーコン・フォールズ駅 | Beacon Falls  |            |          | | ビーコン・フォールズ | ニューヘイブン郡    | CT     |
| 非電化   | ノーガタック駅         | Naugatuck     |            |          | | ノーガタック         | ニューヘイブン郡    | CT     |
| 非電化   | ウォーターベリー駅     | Waterbury     |            |          | | ウォーターベリー     | ニューヘイブン郡    | CT     |